# Szwedy (Litwa)
Szwedy (lit. Švedai) − wieś na Litwie, w rejonie wileńskim, 5 km na zachód od Awiżenii, zamieszkana przez 34 osoby. Przed II wojną światową w Polsce, w powiecie wileńsko-trockim województwa wileńskiego.